# St. Joseph (Uentrop)
Die 1857/58 im neugotischen Stil errichtete Kapelle St. Joseph in Uentrop bei Arnsberg ist eine Filialkapelle der Arnsberger Propsteigemeinde St. Laurentius im dortigen Kloster Wedinghausen. 

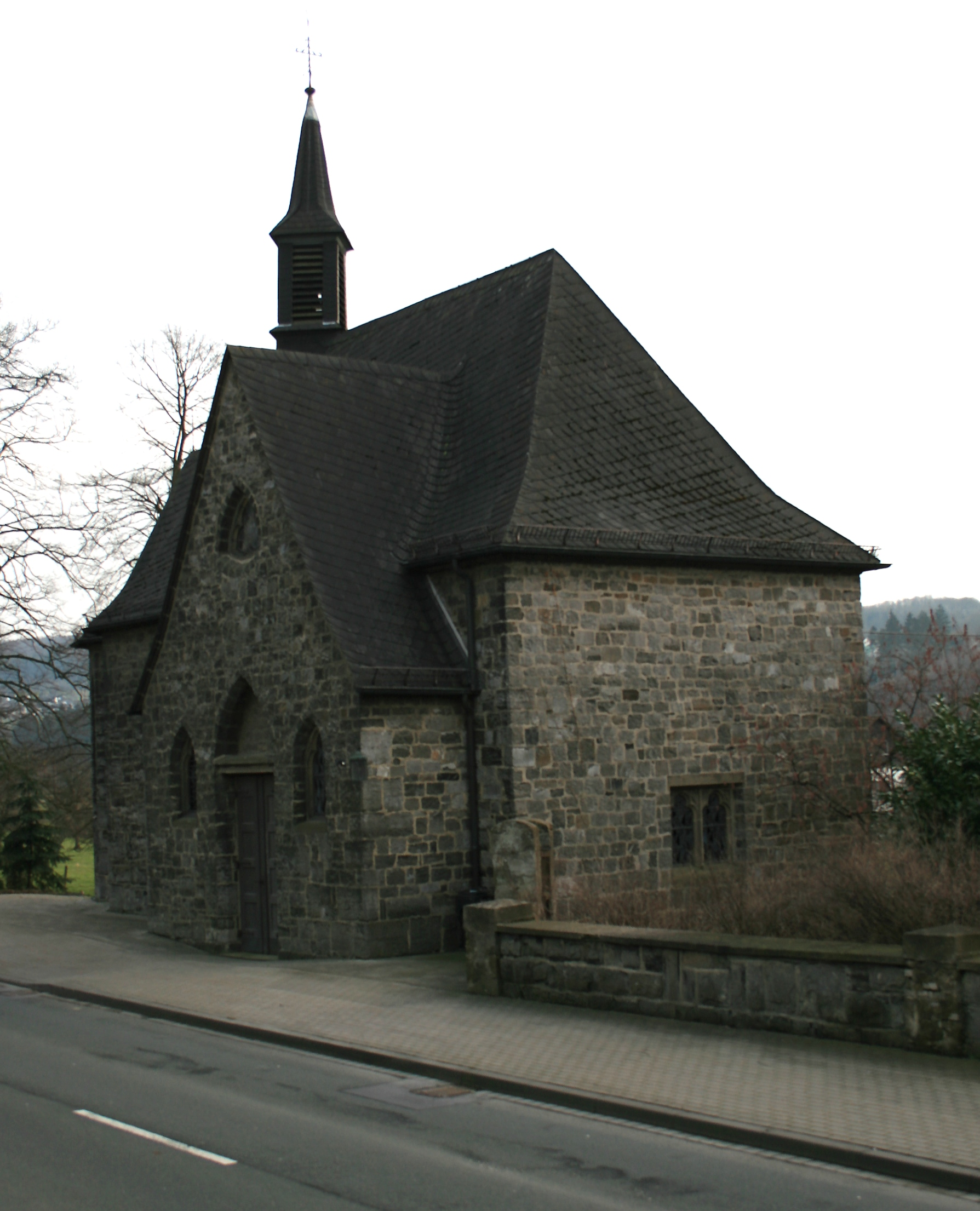
St. Joseph von Westen. Zu sehen sind vor allem die 1924–27 entstandenen Bauteile

## Geschichte
Die Bewohner Uentrops gehörten zur Gemeinde der St. Laurentiuskirche in Arnsberg. Der Weg zur Kirche dauerte fast eine Stunde, so dass seit 1850 der Wunsch nach einem eigenen Gotteshaus laut wurde. Der Kirchenvorstand wandte sich mit einer entsprechenden Bitte an das Generalvikariat in Paderborn. Im Jahr 1857 wurde in Uentrop ein Kapellenbauverein gegründet und im selben Jahr begann der Bau der Kapelle. Die Arbeiten führte der Arnsberger Bauunternehmer Löhr aus. Die Kapelle wurde 1858 geweiht. 
In den Jahren 1924 bis 1927 wurde die Kapelle nach Westen um drei Fensterachsen mit einer Vorhalle und einer Sakristei erweitert. Im Jahr 1958 wurde die ursprüngliche Wölbung des Chorraumes beseitigt. 

## Baubeschreibung
Das Langhaus des recht kleinen unverputzten Saalbaus aus Bruchsteinen ohne Wandgliederungen verfügte vor der Erweiterung über nur zwei Lanzettfenster. Der Chor ist recht aufwendig gestaltet. Der eingezogene Chorraum besitzt einen in der Region unüblichen 7/10-Schluss. Alle sieben Chorseiten verfügen über schmale Lanzettfenster. Über dem östlichen Ende des Daches des Langhauses befindet sich ein Dachreiter. 